# 桑谷夏子
桑谷 夏子（くわたに なつこ、1978年8月8日 - ）は、日本の女性声優。東京都青梅市出身。フリー。

## 経歴

### 生い立ち
小学校の頃から国語の授業で音読が得意な子供だった。皆恥ずかしがって嫌がったり、教師から目をそらしたりしていたなか、「面白いのになぁ」と思っていた。教科書の音読で皆がつっかえながら読むのが不思議だった。桑谷はすらすらと読めるほうだったため、「どうしてつっかえちゃうんだろう?」とそういう意味では何かを読んだり、表現したりすることは得意だったかも知れないという。その頃、児童会役員をしていた関係で、マイクパフォーマンスをする機会も多くあり、それも楽しんでしていた。しかしその当時はマイクパフォーマンスが楽しくて好き、という気持ち＝演じたい、というわけではなかったという。
昔からアニメが好きだったが、小学5年生の時に日髙のり子が『タッチ』の浅倉南や『らんま1/2』の天道あかねを演じていることを知った。他にも探し始めたところ、林原めぐみも何役も演じていたりしており、その後は色々な作品を観るようになり、職業としての声優を意識し始めた。しかし当時は憧れの職業の一つという感じであり、小学校の卒業文集では絵本の挿絵画家、漫画家、声優という感じで3つの将来の夢を書いていた。
昔からイラストを描くことは好きで、大体はアニメや漫画の模写であった。クラスメイトに「絵を描くのが好き」という人物が多かったため「絵を描くこと」＝「オタク」と受け取られずに、純粋に「すごーい、上手!」という風に見てくれたため、たくさん描いては友人に見せていたという。
外で遊ぶことも好きで、スポーツも得意であった。勉強はあまり好きではなかったが、体育は好きで、水泳やリレーの選手に選ばれ、運動で目立つ子供であったという。
通っていた小学校は、1年ごとに学芸会と展覧会をしていたため、演技を人前でする機会はその時くらいであった。その時には、結構マニアックな役に挑戦していた。オーディションで配役が決まるが、希望するのはヒロインではなく、ヒロインのお付きの婆のような、いつもとは違った表現を求められる役をやりたがっていたという。
一番好きなのは絵を描くこと、その次に好きなのは声を出して表現することだったが、歌だけは苦手であった。子供時代には、カラオケが今ほど浸透しておらず、人前で歌う機会自体あまりなく、音楽の授業で1学期に1回、皆の前で歌を歌う試験だけは、緊張して嫌であった。歌うこと自体は好きで、友人同士でリサイタルごっこのようなことをして遊んだりはしておたという。
小学校時代はバドミントン部、中学校に進学してからは水彩、油絵だけではなくアニメのようなセル画を制作していたため、美術部に所属していた。
セル画を描いていた時は性格がおおざっぱであり、感性で描きたい方だったため、緻密に頭を使って計算しながら描くことが苦手だった。そのため「アニメーターには絶対になれない!」と感じていた。絵を描くこと自体は好きで美術の成績は良かったため、美術大学付属高校の受験をするために冬期講習にまで参加していた。冬期講習に参加していたところ、「ああしなさい」「こうしなさい」という指導や、「抽象画とはこういうものだ」といった制約の元に絵を描くことが楽しいとは思えず、描いても面白くなかったため、普通の高校を受験した。両親は、「そう思うなら、好きにしろ」という感じで、桑谷に任せてくれた。「冬期講習に行きたい」という希望にも、「美術系に進むのを辞める」という進路変更にも「いいんじゃない」と受け入れて、2011年時点でも見守ってくれた母には感謝しているという。
中学時代の図書館に置かれていた神谷明の著書を読んで「だったらいい大学を出て、いい企業に勤めて、堅実な道を歩んだ方がいいのではないか」と職業としての声優を遠ざかっていた時期もあった。しかし美術部にはアニメ好きな友人もたくさんいたため、その影響で中学3年生くらいまで見ていたという。
大学進学を目指せる環境で漠然と自転車で通える高校を選んだが、学力テスト直前で風邪を引いたこと、悲惨な点数を取って「もう勉強はいやだ! 好きなことをやろう!!」と思い、アルバイトを始める。
高校1年生の時は応援団を経験。その頃、漫画家を目指し、2年生の時から2ヶ月に1本くらいのペースで、32ページから42ページくらいの作品を商業誌に投稿していた。同学年で学生漫画家をしており、「やるだけのことをやって、芽が出なかったら早めに踏ん切りをつけて次にいこう」と賞を受賞もしながら投稿生活を続けて、高校3年生の1月に最初で最後の出版社持ち込みに挑戦。しかし、持ち込んでもいても同じような結果しか得られなかったことから結局は断念。卒業後、「自分がやってみたいことにチャレンジしよう」と声優を目指すことになった。一度は断念していたが、「その世界へ何もチャレンジしないまま断念しまうのもな」と思うようになったという。1、2年上の先輩たちが就職氷河期世代で、目の当たりにしていたため、「大学で4年の時間をかけても就職できるかどうかは賭けなんだな」、「同じ賭けをするなら、好きなことをして、自分に賭けてみたい」と思ったという。教師には「簡単になれるものじゃないのよ」と言われたという。『魔法少女リリカルなのは』シリーズのイベントでは、イラストを披露していたが、同席していた女性声優一同から「うまーい!!」と絶賛されたエピソードもある。
専門学校時代は午後のクラスに通っていたため、午前中にアルバイトをして午後は学校へ通っていた。
児童会をしていたり、応援団をしていたりと人前でパフォーマンスをすることには比較的慣れていたため、それほどは緊張していなかった。ただし、相変わらず歌だけは苦手であった。自主練習はあまりしていなかった。特定の先生に言われたことを熱心にやりすぎるということはあまりしたくなく、あくまで一意見として聞いて、「参考にしていけばいいのかな」、「変なクセをつけたくないな」と思っていたという。
地声は好きではないが、演技をした時の声は褒めてもらうことがあり、そういう時に、「コンプレックスだったものが声の出し方次第で評価されることもあるんだ」と気付いて、「おもしろい」と感じるようになった。
代々木アニメーション学院、日本ナレーション演技研究所を経て、アーツビジョンに所属。『彼氏彼女の事情』の少女A役でデビュー。桑谷本人が漫画雑誌の一般募集に応募したことによる。

### キャリア
『彼氏彼女の事情』は、出演者のほとんどが若手で「この作品がデビューなんです」という人物もおり、比較的リラックスして現場に挑むことができていた。先輩には「あなた、本当にこれがデビューなの?」、「本当に落ち着いてるね」とよく言われていた。緊張が顔に出ないタイプで弱っていても、なかなか周囲に気づいてくれないため、マネージャーにもよく「損するタイプだよね」と言われているという。
週1回のレッスンに2年間通い、通い始めた当時は『彼氏彼女の事情』の現場と、時々来るオーディションを受けたりしながらアルバイトをしていた。
漫画家を目指していた時のように桑谷の中では26歳までしてみて、芽が出なかったら辞めようとリミットを決めていた。それまでは「精一杯頑張ってみよう」と思っていたという。
母は「女子が手に職を持つ」ということに賛成してくれるため、そういう意味では「本当によかったわね」と言ってくれた。2011年時点ではどういう仕事をしているのかよく分かっていないようだが、親や弟だけには、どれだけ声色を変えてもすぐに「桑谷が演じている」と言い当てられてしまうという。弟にも「僕がなっちゃんの声を間違えるようになったら、一人前って認めてあげる」と言われているという。
初主演は2001年の『シスター・プリンセス』の可憐役となる。「可憐ちゃんと自分が似てるところは?」とよく聞かれるが、「まったくないんです」といい、「強いて挙げれば、身長が同じくらいなこと」だと語る。初対面の人物によく大人しそうに見られるが、女の子のグループの中では一番お喋りしていると語り、可憐は女の子のなかの女の子のため尊敬してしまうという。
2003年8月から2005年8月まで、雑誌『電撃アニマガ』で、イラスト付きコラム「なっちゃんのたあいもない話」を書いていた。イラストには自筆の文章も含まれている。
2008年3月1日付けで、アーツビジョンから、アイムエンタープライズに移籍。

### 現在まで
2013年5月、ウイルス性の声帯の治療のため、一時活動を休止する。同年6月に復帰。
2021年8月27日、TwitterアカウントとYouTubeチャンネルを開設。
2023年9月30日、アイムエンタープライズを退所し、フリーになった。

## 人物

### 特色
アニメ、ゲーム、歌手、ラジオなど様々な分野で活躍。
役柄としては、可憐な女の子役から勝気な少女役まで幅広く演じている。2018年時点では、少しずつ母親役を演じることが増えている。
役作りは完全に感性タイプであるが、今までは運良くオーディションで決まった役も指名で貰った役も自分に近いものであり、制作サイドとの見解の違いをあまり経験したことがなく、役に恵まれていると語る。
『魔法少女リリカルなのは』に出演して以降は、新房昭之が監督を務めるアニメ作品に出演している。普段はあまりアニメの監督の名前を意識することはないが、『魔法少女リリカルなのは』に出演して、「このアニメを作った新房監督って、どんな人なんだろう?」とはっきり思ったという。
PCゲーム『鳥篭の向こうがわ』ではルティア・ブーランジェ役として、フランス語でセリフを喋っている。今までのお気に入りの役柄として、『キディ・グレイド』シリーズのトゥイードゥルディ役を挙げている。

### 趣味・嗜好
プライベートでは、サングラスを愛用している。
趣味・スポーツは水泳、スノーボード、イラスト。
永野護の『ファイブスター物語』が好きであり、映画版から見て、音楽と結城信輝のキャラクターデザインの美しさに感銘を受ける。そこから原作を読むようになり、小学4年生から『ファイブスター物語』を追っていったという。ラキシス役の川村万梨阿に憧れて、事務所はアーツビジョンを選んだ。しかし、桑谷がアールビジョンに所属してからすぐに川村はアーツビジョンを退所してフリーになったため、交わることはなかった。『ファイブスター物語』が声優としての原点であり、2023年のインタビューでは「『ファイブスター物語』のようなスペースオペラに出演したい」と語る。
嫌いなものとしては、虫全般が大の苦手である。また本人が8月生まれで名前は「夏子」であるが、夏は苦手である。

### 交友・対人関係
友人は中原麻衣、斎藤千和、石毛佐和、小林由美子、釘宮理恵、高橋美佳子、力丸乃りこ、野川さくら、堀江由衣、田村ゆかりなどがいる。また、清水香里や植田佳奈と三姉妹を自称している。
涼宮ハルヒの憂鬱シリーズ、『長門有希ちゃんの消失』で共演した杉田智和からは「小さな巨人」と呼ばれ、頼りになる存在とされている。
『シスター・プリンセス』シリーズで共演した望月久代・小林由美子・水樹奈々と共に「Prits（プリッツ）」というユニットを結成していた。
ラジオ『VOICE CREW』では、番組の放送延長を記念して、一緒にパーソナリティを務めた斎藤千和とともに「coopee（クーピー）」を結成していた。

## 出演
太字はメインキャラクター。

### テレビアニメ
1998年
- 彼氏彼女の事情（1998年 - 1999年、女の子A）

2000年
- ラブひな（2000年4月 - 9月、浦島可奈子）

2001年
- ココロ図書館（うさぎ）
- シスター・プリンセス（2001年 - 2002年、可憐） - 2シリーズ
- しましまとらのしまじろう（タマちゃん）
- ナジカ電撃作戦（御津星キララ、ヒューマリオンZK）

2002年
- Weiß kreuz Glühen
- キディ・グレイド（トゥイードゥルディ）
- GetBackers-奪還屋-（工藤卑弥呼）
- よばれてとびでて!アクビちゃん（千代田サユリ）

2003年
- クロノクルセイド（フィオレ / フロレット・ハーベンハイト）
- スクラップド・プリンセス（ファファル・アーマライト）
- 住めば都のコスモス荘 すっとこ大戦ドッコイダー（可憐）
- D.C. 〜ダ・カーポ〜（2003年 - 2005年、紫和泉子、小学生たち） - 2シリーズ
- 探偵学園Q（望、看護師）
- 成恵の世界（音無麗）
- フルメタル・パニック? ふもっふ（料理部員）
- マーメイドメロディぴちぴちピッチ（女生徒C）
- LAST EXILE（アリスティア・アグリュー）

2004年
- アクアキッズ（リオ）
- 犬夜叉（2004年 - 2009年、志麻、ムジナ） - 2シリーズ
- GIRLSブラボー シリーズ（2004年 - 2005年、梨々花・ステイシー） - 2シリーズ
- ビューティフル ジョー（セクシーシルヴィア / シルヴィア）
- 双恋（千草恋）
- 魔法少女リリカルなのは（アルフ）
- マリア様がみてる（友子）
- 美鳥の日々（岩崎紅子）
- ローゼンメイデン（2004年 - 2013年、翠星石） - 3シリーズ + 特別編

2005年
- おくさまは女子高生（ウェイトレス）
- これが私の御主人様（アリシア）
- SoltyRei（カーシャ・マーベリック）
- トランスフォーマー ギャラクシーフォース（クロミア）
- ハチミツとクローバー（女学生C）
- フタコイ オルタナティブ（千草恋）
- ブラック・ジャック（生徒）
- ぺとぺとさん（赤沢清美）
- 魔法少女リリカルなのはA's（アルフ）
- 魔法先生ネギま!（2005年 - 2007年、綾瀬夕映、メイド） - 2シリーズ

2006年
- 桜蘭高校ホスト部（春日崎奏子 / ドードー鳥）
- Canvas2 〜虹色のスケッチ〜（菜乃花恵里）
- ケロロ軍曹（チロロ）
- 涼宮ハルヒの憂鬱（朝倉涼子）
- Strawberry Panic（南都夜々）
- マジカノ（魔宮みちる）
- らぶドル 〜Lovely Idol〜（結城瞳子）

2007年
- 地獄少女 シリーズ（2007年 - 2009年、きよ、宮嶋幸） - 2シリーズ
- 少年陰陽師（天后）
- スケッチブック 〜full color's〜（氷室風）
- 瀬戸の花嫁（巻、スナックママ）
- Devil May Cry（アンジェリナ）
- 魔法少女リリカルなのはStrikerS（ルーテシア・アルピーノ、オーリス・ゲイズ、セッテ、アルフ）

2008年
- S・A〜スペシャル・エー〜（牛窪桜）
- ポケットモンスター ダイヤモンド&パール（ハル）
- xxxHOLiC◆継（茅乃）
- 夜桜四重奏 〜ヨザクラカルテット〜（2008年 - 2013年、士夏彦八重） - 2シリーズ

2009年
- キディ・ガーランド（トゥイードゥルディ）
- CLANNAD 〜AFTER STORY〜（木村）
- 咲-Saki-（2009年 - 2014年、蒲原智美） - 3シリーズ
- 戦国BASARA（2009年 - 2014年、かすが、夢吉） - 3シリーズ
- 天体戦士サンレッド（みさ）

2010年
- あそびにいくヨ!（女性アナウンサー）
- ドラえもん（テレビ朝日版第2期）（2010年 - 2014年、よし子、女の子、しゃれ子）
- ひだまりスケッチ シリーズ（2010年 - 2012年、桑原先生〈2代目〉、トリニティあずさ） - 2シリーズ + 特別編2本
- 夢色パティシエール（知念美果、ピーチ）

2011年
- 神様ドォルズ（綾女）
- たまごっち!（2011年 - 2015年、パシャリン、ゆめままっち、くれーぷっち、デイジー、まじょっこっち 他） - 4シリーズ
- 日常（ワンピースの女性）
- フリージング（カンナヅキ＝ミヤビ）
- まよチキ!（マリア）
- 未来日記（美神愛〈7th〉）
- ラストエグザイル-銀翼のファム-（アリスティア・アグリュー）

2012年
- あらしのよるに 〜ひみつのともだち〜（リリ）
- 境界線上のホライゾンII（ウイリアム・セシル、F・ウオルシンガム）
- 人類は衰退しました（女医、B先輩）
- 探検ドリランド（リナ）
- 武装神姫（マリー・滝川・セレス / テンタクルス型 マリーセレス）
- Persona4 the ANIMATION（上原小夜子）
- ゆるめいつ 3でぃ（川野サエ） - 2シリーズ

2014年
- クレヨンしんちゃん（桃子）
- 人生相談テレビアニメーション「人生」（三上奈々子）
- ハマトラ（ミスティ）

2015年
- Charlotte（柚咲の母）
- 長門有希ちゃんの消失（朝倉涼子）
- 放課後のプレアデス（看護師）
- 魔法少女リリカルなのはViVid（ルーテシア・アルピーノ）

2016年
- ViVid Strike!（ルーテシア・アルピーノ）
- シュヴァルツェスマーケン（ズーズィ・ツァブ）
- はんだくん（半田母〈半田えみ〉）
- 名探偵コナン（須田久美）

2017年
- 青の祓魔師 京都不浄王篇（サトルの母）
- サクラクエスト（柊聖美）
- UQ HOLDER! 〜魔法先生ネギま!2〜（綾瀬夕映）

2018年
- HUGっと!プリキュア（2018年 - 2019年、野乃すみれ）
- ONE PIECE（ゲルズ）
- Free!-Dive to the Future-（桐嶋郁弥〈幼少期〉）
- 俺が好きなのは妹だけど妹じゃない（可憐）
- 学園BASARA（かすが）

2019年
- 魔王様、リトライ!（イエイ）
- 鬼滅の刃（累の母）

2020年
- ぼくのとなりに暗黒破壊神がいます。（ちかこ母）

2022年
- BLEACH 千年血戦篇（斬魄刀）

### 劇場アニメ
- 涼宮ハルヒの消失（2010年、朝倉涼子[48]）
- 魔法少女リリカルなのは The MOVIE（2010年 - 2012年、アルフ） - 2作品
- 劇場版 戦国BASARA -The Last Party-（2011年、夢吉[49]）
- 劇場版 魔法先生ネギま! ANIME FINAL（2011年、綾瀬夕映）
- ラストエグザイル-銀翼のファム- Over The Wishes（2016年、アリスティア・アグリュー[50]）
- 魔法少女リリカルなのは Reflection / Detonation（2017年 - 2018年、アルフ[51]） - 2部作
- コードギアス 反逆のルルーシュ II 叛道（2018年、先生）

### OVA
2002年
- ラブひな Again（浦島可奈子）

2003年
- True Love Story Summer Days, and yet...（楠瀬緋菜）

2005年
- 鴉 -KARAS-

2006年
- ネギま!? 春スペシャル!? / 夏スペシャル!?（綾瀬夕映）
- Memories Off #5 とぎれたフィルム THE ANIMATION（観島香月）

2008年
- 瀬戸の花嫁OVA仁（巻）
- 魔法先生ネギま! OADシリーズ（2008年 - 2010年、綾瀬夕映）

2009年
- AIKa ZERO（凪紗りさこ）
- 異世界の聖機師物語（キャイア・フラン）
- ゆるめいつ（川野サエ）

2010年
- 瀬戸の花嫁　否苦炒亜怒羅魔 極道の妻 KEJIME（2010年、巻）
- 夜桜四重奏 〜ホシノウミ〜（士夏彦八重）

2011年
- Baby Princess 3Dぱらだいす0（ラブ）（ママ）
- ゆるめいつ は?（川野サエ）

2013年
- 夜桜四重奏  〜ツキニナク〜（士夏彦八重）※コミック第14巻DVD付き限定版

2014年
- チェインクロニクル 〜ショートアニメ〜（エイレヌス、子供）

2015年
- 咲日和（蒲原智美）
- 長門有希ちゃんの消失（朝倉涼子）※単行本9巻オリジナルBD付き限定版

2016年
- クビキリサイクル 青色サヴァンと戯言遣い（千賀あかり）

2017年
- ViVid Strike!（ルーテシア・アルピーノ） - 第4巻

### Webアニメ
- 涼宮ハルヒちゃんの憂鬱（2009年、朝倉涼子 / あちゃくら、子供）
- にょろーん ちゅるやさん（2009年、あしゃくら）
- 暗黒キャット（2011年、キキ、秘書）
- ケンガンアシュラ（2019年 - 2023年、戸川好子[56]） - 3シリーズ[一覧 15]

### ゲーム
2001年
- シスター・プリンセス シリーズ（2001年 - 2003年、可憐） - 5作品

2002年
- ラ・ピュセル 光の聖女伝説（エクレール姫 / ダークエクレール）

2003年
- D.C.P.S. 〜ダ・カーポ〜 プラスシチュエーション（紫和泉子）
- D→A:BLACK（ユリエル・アーレンクライン）
- True Love Story Summer Days, and yet…（楠瀬緋菜）
- for Symphony 〜with all one's heart〜（高坂香月）

2004年
- D→A:WHITE（ユリエル・アーレンクライン）
- 双恋 シリーズ（2004年 - 2005年、千草恋） - 3作品

2005年
- 戦国BASARA（2005年 - 2019年、かすが） - 11作品
- D.C. Four Seasons 〜ダ・カーポ〜 フォーシーズンズ（紫和泉子）
- ビューティフル ジョー バトルカーニバル（セクシーシルヴィア / シルヴィア）
- 魔法先生ネギま!（2005年 - 2007年、綾瀬夕映） - 7作品
- MEDICAL91（三条明日香）
- Memories Off #5 とぎれたフィルム / encore（2005年 - 2007年、観島香月） - 2作品
- ラジアータ ストーリーズ（クローディア）
- らぶドル 〜Lovely Idol〜（結城瞳子）
- リアライズ -Panorama Luminary-（芝浦八重）

2006年
- ガンパレード・オーケストラ
- サモンナイト4（アプセット）
- Strawberry Panic! GIRLS' SCHOOL IN FULLBLOOM（南都夜々）
- 鳥篭の向こうがわ（ルティア・ブーランジェ）
- ネクロネシア（ミシェル）
- レッスルエンジェルス SURVIVOR（藤島瞳、フォクシー真帆）
  - レッスルエンジェルス SURVIVOR 2（2008年、藤島瞳、フォクシー真帆）

2007年
- 少年陰陽師 翼よいま、天へ還れ（天后）
- ファイアーエムブレム 暁の女神（ミカヤ）
- 妖鬼姫伝〜あやかし幻灯話〜（椿）

2008年
- 小鳩ヶ丘高校女子ぐろ〜部（長宗我部ゆきえ）
- 涼宮ハルヒの戸惑（朝倉涼子）
- 無限のフロンティア スーパーロボット大戦OGサーガ（ヘンネ・ヴァルキュリア、ドロシー・ミストラル）

2009年
- 涼宮ハルヒの激動（朝倉涼子）
- トリガーハート エグゼリカ（フェインティア・イミテイト〈ドラマCD、PS2〉）
- はち恋（冴木のあ）（2009年12月に発売中止を発表）
- ミマナ イアルクロニクル（メルローズ・キルシュ）

2010年
- アガレスト戦記2（ヴァネッサ）
- 咲-Saki- Portable（2010年 - 2015年、蒲原智美） - 2作品
- D.C.I&II P.S.P 〜ダ・カーポI&II〜 プラスシチュエーション ポータブル（紫和泉子）
- 超次元ゲイム ネプテューヌ（がすとちゃん）
- 武装神姫 BATTLE MASTERS（マリーセレス）
- 魔界戦記ディスガイア2 PORTABLE（ダークエクレール）※ダウンロードコンテンツで登場
- 魔法少女リリカルなのはA's PORTABLE -THE BATTLE OF ACES-（アルフ）
- マリッジロワイヤル プリズムストーリー（美宇）
- 無限のフロンティアEXCEED スーパーロボット大戦OGサーガ（ヘンネ・ヴァルキュリア、ドロシー・ミストラル）

2011年
- うみねこのなく頃に（古戸ヱリカ）
  - うみねこのなく頃に散 〜真実と幻想の夜想曲〜
  - うみねこのなく頃に Portable 2（次回作予告ムービーのみ）

- 涼宮ハルヒの追想（朝倉涼子）
- 超次元ゲイム ネプテューヌmk2（がすとちゃん）
- 魔法少女リリカルなのはA's PORTABLE -THE GEARS OF DESTINY-（アルフ）

2012年
- ねんどろいど じぇねれ〜しょん（アルフ）
- 未来日記 13人目の日記所有者 RE:WRITE（美神愛）

2013年
- 境界線上のホライゾン PORTABLE（ウィリアム・セシル、F・ウオルシンガム）
- 幻獣姫（バハムート）

2014年
- グリモア〜私立グリモワール魔法学園〜（風槍ミナ）
- 82Hブロッサム（小鳥遊希実）
- 嫁コレ（翠星石）
- ローゼンメイデン ヴェヘゼルン ジー ヴェルト アップ（翠星石）
- 御城プロジェクト〜CASTLE DEFENSE〜（小谷城)

2015年
- ザクセスヘブン（天地怜美、倉科椿姫）

2016年
- ゴッドオブハイスクール【神スク】（浅倉ミミ）
- スケ雀刑事（北方字美）

2017年
- スーパーロボット大戦V（胡蝶）

2018年
- ファイアーエムブレム ヒーローズ（2018年 - 2025年、ミカヤ、テティス）
- ネギマテ UQ HOLDER! 〜魔法先生ネギま!2〜（綾瀬夕映）
- スーパーロボット大戦X（胡蝶）
- クイズRPG 魔法使いと黒猫のウィズ（ケーニギン・ブルンヒルト）
- 23/7 トゥエンティ スリー セブン（神名絵里沙）

2020年
- SINoALICE -シノアリス-（翠星石）

2021年
- うみねこのなく頃に咲 〜猫箱と夢想の交響曲〜（古戸ヱリカ）
- 鬼滅の刃 ヒノカミ血風譚（累の母）
- ひぐらしのなく頃に命（古戸ヱリカ）

2023年
- ファイアーエムブレム エンゲージ（ミカヤ）

#### 同人ゲーム
- 黄金夢想曲†CROSS（2011年、古戸ヱリカ）

### 吹き替え

#### 映画
- デンジャラス・ビューティー2 ※DVD版
- 名もなきアフリカの地で
- ハッピーウエディング〜私が彼に決めた理由〜（サンディ）
- 風雲!格闘王（英語版）（峨媚妹）

#### ドラマ
- イタズラなKiss〜Playful Kiss〜（トッコ・ミナ〈ユン・スンア〉）
- ミス・マープル 書斎の死体 ※2006年 NHK BSで放送（放映）
- 流星花園〜「花より男子」〜（シャオヨウ(松岡優紀)〈レイニー・ヤン〉）
- 恋歌（ソ・カヒ〈キム・ソヨン〉）

#### アニメ
- アクアキッズ（リオ）
- キャスパー（ポイル）※カートゥーン ネットワーク版
- ティーン・タイタンズ（テラ）
- ヘラクレス（女子生徒）

### 特撮
- Kawaii! JeNny（なでしこの声）

### ビデオ・DVD
- シスター・プリンセス-the Eve-
- 魔法先生ネギま!麻帆良学園中等部2-A:一学期終業式
- 魔法先生ネギま! 麻帆良学園 大麻帆良祭
- ネギま!?3-A 1学期始業式
- ネギま!? Princess Festival DVD
- カンださん☆アイぽんのネギまほビデお!? vol.1
- 涼宮ハルヒの激奏
- 双恋 バレンタイン・パニック DVD（2005年6月22日）

### ラジオ
- シスター・プリンセス〜お兄ちゃんといっしょ（文化放送、ラジオ大阪、東海ラジオ：2001年10月7日 - 2002年10月6日）
- VOICE CREW（NACK5：2001年10月7日 - 2002年9月29日、斎藤千和とともに9代目パーソナリティを務める）
- 電撃G's Radio（文化放送、ラジオ大阪、東海ラジオ：2002年10月13日 - 2004年6月27日）
- めちゃメロ♪アニゲソン（文化放送：2003年1月 - 6月、志倉千代丸・村田あゆみとともに）
- らぶドル・スイートフィッシュカフェ（アニメイトTV：2003年4月17日 - 8月7日、川澄綾子と交互に担当）
- ラジオトゥルーラブストーリー・サマーディズないと（文化放送：2003年10月3日 - 2004年3月25日）
- なっちゃんともっちーのchica☆chica（チカチカ）（声優Wave：2005年7月7日 - 2006年6月23日）
- 麻帆良学園中等部3-A・ヒミツの放課後（スタチャインターネットラジオ：2006年12月15日 - 2007年3月30日）
- かーずラジオ〜夏子乗せ〜（ニコニコアニメチャンネル：2008年4月5日 - 2009年3月26日）
- 夏子と千和のツンピリラヂヲ（文化放送：2008年10月24日 - 2014年6月30日）[70]
- 鷲崎健と長嶋はるかのチェキらぼ（ラジオ関西：2009年2月6日、ゲスト）
- Webラジオ TVアニメ「戦国BASARA」【銀】（アニメイトTV：2009年4月9日 - 9月24日）
- べびプリRadio ぱらだいす0[ラブ]（HiBiKi Radio Station：2011年2月14日 - 8月15日）
- 桑谷夏子と植田佳奈のよってく〜?（らじこん：2012年8月8日 - ）
- 長門有希ちゃんの消失 北高文芸部ラジオ支部（ランティスウェブラジオ：2015年4月20日 - 12月28日）[71]

### ラジオドラマ
- TBSラジオ エブ★ラジ 夜の連続スマホ小説「俺が守ってやるよ。」[72]

### デジタルコミック
- VOMIC スイッチガール!!（ニノ）

### ドラマCD
- S・A〜スペシャル・エー〜 ドラマCD1 「彗・宙・純・竜」編（牛窪桜）
- ドラマCD EREMENTAR GERAD The original（キーア〈キュリート・エンヴァティリア〉）
- クロム・ブレイカー（リリカ）
- ドラマCD Sketch Book Stories 〜前夜祭〜（氷室楓）
- 先生がイロイロと熱心で眠れないCD（田宮礼子）
- セーラー服と重戦車（竹内マリコ）
- ドラマCD ゾンビ屋れい子（猫神理沙）
- 瀬戸の花嫁シリーズ（2007年 - 2008年、巻）
- True Love Story Summer days,and yet… プレキャラクターシリーズ Vol.1
- H+P -ひめぱら-（エリス）
- VoiceCD パピー・ガールズ 〜わたしのおじさま〜（たまき）
- ファイアーエムブレム エクストラドラマCD 暁の女神 〜群雄たちの譲れぬ想い〜（ミカヤ[73]）
- 魔法少女リリカルなのは サウンドステージシリーズ
  - 魔法少女リリカルなのは サウンドステージ02、03（アルフ）
  - 魔法少女リリカルなのはA's サウンドステージ01 - 03（アルフ）
  - 魔法少女リリカルなのはStrikerS サウンドステージ01（アルフ）
- 魔法少女リリカルなのは Reflection（アルフ）※ドラマCD付き特別鑑賞券 - 2種
- 魔法先生ネギま!シリーズ（綾瀬夕映）
- 夢想灯籠（巴）※ゲーム初回限定版付属ドラマCD
- ローゼンメイデン（翠星石[74]）

## ディスコグラフィ

### キャラクターソング
| 発売日   | 商品名                                                                    | 歌 | 楽曲                                                                                        | 備考                                                                         |
| 2001年   | 2001年                                                                    | 2001年 | 2001年                                                                                      | 2001年                                                                       |
| -------- | ------------------------------------------------------------------------- | --- | ------------------------------------------------------------------------------------------- | ---------------------------------------------------------------------------- |
| 1月24日  | MELODY/shining★star                                                       | SISTER PRINCESS | 「MELODY」                                                                                  | ゲーム『Sister Princess』オープニングテーマ                                  |
| 1月24日  | MELODY/shining★star                                                       | SISTER PRINCESS | 「shining★star」                                                                            | ゲーム『Sister Princess』エンディングテーマ                                  |
| 2月7日   | シスター・プリンセス 〜12人の天使たち〜                                   | 可憐（桑谷夏子） | 「デイジーブーケ」                                                                          | 読者参加型企画『シスター・プリンセス』関連曲                                 |
| 4月4日   | Prologue of Sister Princess 〜Dear My Brother〜                           | 可憐（桑谷夏子） | 「恋のメロディー」                                                                          | 読者参加型企画『シスター・プリンセス』関連曲                                 |
| 7月4日   | 笑顔がNo.1!やっぱりネ                                                     | Sister Princess | 「笑顔がNo.1!やっぱりネ」 「まひるのアヒル」 「私のダーリン♥」                              | テレビアニメ『シスター♥プリンセス』関連曲                                    |
| 8月29日  | Angel Jukebox                                                             | 可憐（桑谷夏子）、咲耶（堀江由衣） | 「想い」                                                                                    | テレビアニメ『シスター♥プリンセス』関連曲                                    |
| 9月29日  | Sister Princess Kaleidoscope                                              | 可憐（桑谷夏子）、咲耶（堀江由衣） | 「Tangerine Sunset」                                                                        | テレビアニメ『シスター♥プリンセス』関連曲                                    |
| 9月29日  | Sister Princess Kaleidoscope                                              | 桑谷夏子、望月久代、小林由美子、堀江由衣、神崎ちろ、水樹奈々                                                                                                 | 「乙女心は万華鏡-kaleidoscope-」                                                            | ラジオ『シスター・プリンセス〜お兄ちゃんといっしょ』オープニングテーマ       |
| 9月29日  | Sister Princess Kaleidoscope                                              | Sister Princess | 「TENDER GREEN」                                                                            | ラジオ『シスター・プリンセス〜お兄ちゃんといっしょ』エンディングテーマ       |
| 9月29日  | Sister Princess Kaleidoscope                                              | Sister Princess | 「per favore Boy」                                                                          | テレビアニメ『シスター♥プリンセス』関連曲                                    |
| 2003年   |                                                                           | |                                                                                             |                                                                              |
| 3月26日  | LOVE FLOWERS                                                              | SISTER PRINCESS | 「LOVE FLOWERS」                                                                            | ゲーム『Sister Princess 2』オープニングテーマ                                |
| 3月26日  | LOVE FLOWERS                                                              | SISTER PRINCESS | 「夢のかけら」                                                                              | ゲーム『Sister Princess 2』エンディングテーマ                                |
| 11月6日  | True Love Story Summer Days, and yet… ボーカルコレクション                | 楠瀬緋菜（桑谷夏子） | 「名も知らぬ花」 「Sweet Connection（アコースティック・バージョン）」                       | OVA『True Love Story Summer Days, and yet…』関連曲                           |
| 11月6日  | True Love Story Summer Days, and yet… ボーカルコレクション                | 楠瀬緋菜（桑谷夏子） | 「Sweet Connection（ショートバージョン）」                                                  | OVA『True Love Story Summer Days, and yet…』オープニングテーマ               |
| 11月6日  | True Love Story Summer Days, and yet… ボーカルコレクション                | 楠瀬緋菜（桑谷夏子）、桐屋里未（笹島かほる）、篠坂唯子（松来未祐）、神谷菜由（松岡由貴）、有森瞳美（かかずゆみ）、向井弥子（折笠富美子）                     | 「さよならのまがりかど（ショートバージョン）」                                              | OVA『True Love Story Summer Days, and yet…』エンディングテーマ               |
| 12月21日 | シスター・プリンセス&シスター・プリンセス Re Pure X'mas Song Collection   | シスタープリンセス +1 | 「その奇跡は永遠に」                                                                        | テレビアニメ『シスター♥プリンセス』挿入歌                                    |
| 12月21日 | シスター・プリンセス&シスター・プリンセス Re Pure X'mas Song Collection   | Sister Princess | 「Merry Very X'mas」                                                                        | テレビアニメ『シスター・プリンセス RePure』最終話エンディングテーマ          |
| 12月26日 | そらいろFairy                                                             | SISTER PRINCESS | 「そらいろFairy」                                                                           | ゲーム『Sister Princess 2 PREMIUM FAN DISC』オープニングテーマ               |
| 12月26日 | そらいろFairy                                                             | SISTER PRINCESS | 「しあわせプリンセス」                                                                      | ゲーム『Sister Princess 2 PREMIUM FAN DISC』エンディングテーマ               |
| 2004年   |                                                                           | |                                                                                             |                                                                              |
| 1月21日  | D→A:BLACK Dream Collection VOL.2 ユリエル・アーレンクライン               | ユリエル・アーレンクライン（桑谷夏子） | 「Alive」                                                                                   | ゲーム『D→A:BLACK』関連曲                                                    |
| 3月24日  | 魔法先生ネギま! 麻帆良学園中等部2-A 6月:図書館探検部                      | 図書館探検部 | 「Invitation〜図書館へいらっしゃい〜」 「Invitation〜図書館へいらっしゃい〜（Remix ver.）」 | テレビアニメ『魔法先生ネギま!』関連曲                                        |
| 5月1日   | 出席番号のうた                                                            | 麻帆良学園中等部2-A | 「出席番号のうた」                                                                          | テレビアニメ『魔法先生ネギま!』関連曲                                        |
| 8月25日  | ネギま! 麻帆良学園中等部2-A：2学期                                        | バカレンジャー | 「戦え！バカレンジャー」                                                                    | テレビアニメ『魔法先生ネギま!』関連曲                                        |
| 2005年   |                                                                           | |                                                                                             |                                                                              |
| 2月16日  | 輝く君へ                                                                  | 麻帆良学園中等部2-A かなかな組 | 「輝く君へ」                                                                                | テレビアニメ『魔法先生ネギま!』エンディングテーマ                            |
| 2月16日  | 輝く君へ                                                                  | 麻帆良学園中等部2-A かなかな組 | 「Believe」                                                                                 |                                                                              |
| 5月11日  | おしえてほしいぞぉ、師匠                                                  | 麻帆良学園中等部2-A 師匠となやめるオトメ組 | 「おしえてほしいぞぉ、師匠」                                                                | テレビアニメ『魔法先生ネギま!』エンディングテーマ                            |
| 5月11日  | おしえてほしいぞぉ、師匠                                                  | 麻帆良学園中等部2-A 師匠となやめるオトメ組 | 「a precious pride」                                                                        | テレビアニメ『魔法先生ネギま!』関連曲                                        |
| 7月6日   | ハッピー☆マテリアル 6月度: The Early Summer version                       | 麻帆良学園中等部2-A | 「ハッピー☆マテリアル」                                                                     | テレビアニメ『魔法先生ネギま!』6月度オープニングテーマ                       |
| 8月3日   | ハッピー☆マテリアル/輝く君へ〜Peace                                       | 麻帆良学園中等部2-A | 「ハッピー☆マテリアル 31人ver.・TVサイズ」                                                  | テレビアニメ『魔法先生ネギま!』最終話オープニングテーマ                      |
| 8月3日   | ハッピー☆マテリアル/輝く君へ〜Peace                                       | 麻帆良学園中等部2-A | 「輝く君へ〜Peace」                                                                         | テレビアニメ『魔法先生ネギま!』最終話エンディングテーマ                      |
| 12月22日 | Memories Off #5 とぎれたフィルム PREMIUM COLLECTION 4 KAZUKI              | 観島香月（桑谷夏子） | 「Believe」                                                                                 | ゲーム『Memories Off ＃5 とぎれたフィルム』観島香月エンディングテーマ        |
| 2006年   |                                                                           | |                                                                                             |                                                                              |
| 12月6日  | 涼宮ハルヒの憂鬱 キャラクターソング Vol.5 朝倉涼子                        | 朝倉涼子（桑谷夏子） | 「小指でぎゅっ！」 「COOL EDITION」 「ハレ晴レユカイ〜Ver.朝倉涼子〜」                      | テレビアニメ『涼宮ハルヒの憂鬱』関連曲                                       |
| 12月6日  | ネギま!? うたのCD（1）                                                    | マホラ戦隊バカレンジャー | 「マホラ戦隊バカレンジャー」                                                                | テレビアニメ『ネギま!?』関連曲                                               |
| 2007年   |                                                                           | |                                                                                             |                                                                              |
| 1月24日  | ネギま!? 1000%BOX                                                         | 宮崎のどか（能登麻美子）、綾瀬夕映（桑谷夏子）、早乙女ハルナ（石毛佐和）                                                                                     | 「1000%SPARKING!」 「A-LY-YA!」 「1000%SPARKING!（？）」                                    | テレビアニメ『ネギま!?』関連曲                                               |
| 1月24日  | ネギま!? 1000%BOX                                                         | ネギ・スプリングフィールド&麻帆良学園中等部3-A | 「1000%SPARKING!」 「A-LY-YA!」                                                             | テレビアニメ『ネギま!?』関連曲                                               |
| 3月7日   | ネギま!? うたのCD（2）                                                    | 綾瀬夕映（桑谷夏子） | 「真夜中のPhilosophy」                                                                      | テレビアニメ『ネギま!?』関連曲                                               |
| 9月26日  | ネギま!? ベストアルバム                                                   | ネギ・スプリングフィールド&麻帆良学園中等部3-A | 「Hello Again」                                                                             | テレビアニメ『ネギま!?』関連曲                                               |
| 10月3日  | 瀬戸の花嫁 キャラクターソング4 ヒットマン!!                               | 巻（桑谷夏子） | 「ヒットマン!!」 「ヒットマン!!（Re-mix version）」                                         | テレビアニメ『瀬戸の花嫁』関連曲                                             |
| 2008年   |                                                                           | |                                                                                             |                                                                              |
| 8月27日  | ハッピー☆マテリアル リターン                                              | 麻帆良学園中等部3-A | 「ハッピー☆マテリアル リターン」                                                            | OAD『魔法先生ネギま! 〜白き翼 ALA ALBA〜』オープニングテーマ                 |
| 8月27日  | ハッピー☆マテリアル リターン                                              | 麻帆良学園中等部3-A | 「輝く君へ」                                                                                | OAD『魔法先生ネギま! 〜白き翼 ALA ALBA〜』エンディングテーマ                 |
| 8月27日  | ハッピー☆マテリアル リターン                                              | 麻帆良学園中等部3-A | 「A-LY-YA!」                                                                                |                                                                              |
| 2010年   |                                                                           | |                                                                                             |                                                                              |
| 11月17日 | 魔法先生ネギま! 〜もうひとつの世界〜 Theme Song Collection                | ユエ・ファランドール（桑谷夏子）、コレット・ファランドール（佐藤聡美）、エミリィ・セブンシープ（竹達彩奈）、ベアトリクス・モンロー（花澤香菜）               | 「Magical Twinkle Sky」                                                                     | OAD『魔法先生ネギま! もうひとつの世界Extra 魔法少女ユエ♥』オープニングテーマ |
| 11月17日 | 魔法先生ネギま! 〜もうひとつの世界〜 Theme Song Collection                | ユエ・ファランドール（桑谷夏子）、コレット・ファランドール（佐藤聡美）、エミリィ・セブンシープ（竹達彩奈）、ベアトリクス・モンロー（花澤香菜）               | 「Good vibration!!」                                                                        | OAD『魔法先生ネギま! もうひとつの世界Extra 魔法少女ユエ♥』エンディングテーマ |
| 2011年   |                                                                           | |                                                                                             |                                                                              |
| 8月24日  | 桜風に約束を -旅立ちの歌-                                                 | ネギ・スプリングフィールド&麻帆良学園中等部3-A | 「桜風に約束を -旅立ちの歌-」                                                               | 劇場アニメ『劇場版 魔法先生ネギま! ANIME FINAL』主題歌                       |
| 9月21日  | まよチキ! Character Song Album まよウタ!                                  | 近衛スバル（井口裕香）、涼月奏（喜多村英梨）、宇佐美マサムネ（伊瀬茉莉也）、鳴海ナクル（阿澄佳奈）、マリア（桑谷夏子）、ミルク（石原夏織）、チョコ（小倉唯） | 「Happy Happy Birthday」                                                                    | テレビアニメ『まよチキ!』挿入歌                                              |
| 2015年   |                                                                           | |                                                                                             |                                                                              |
| 4月29日  | フレ降レミライ                                                            | 北高文芸部女子会 | 「フレ降レミライ」                                                                          | テレビアニメ『長門有希ちゃんの消失』オープニングテーマ                       |
| 4月29日  | フレ降レミライ                                                            | 長門有希（茅原実里）、朝倉涼子（桑谷夏子） | 「ふわふわナカマでよろしくね」                                                              | ラジオ『長門有希ちゃんの消失 北高文芸部ラジオ支部』オープニングテーマ        |
| 5月27日  | 長門有希ちゃんの消失 CHARACTER SONG SERIES "in Love" case.2 ASAKURA RYOKO | 朝倉涼子（桑谷夏子） | 「しあわせは日常のなかで」 「LOVE EDITION」 「フレ降レミライ（朝倉涼子ver.）」              | テレビアニメ『長門有希ちゃんの消失』関連曲                                   |

## その他

### ラジオCD
- 常識的に考えてそろそろ桑谷さんを呼ぶ頃だと思い呼んでみましたCD〜『アニたまどっとコム standard まるなげ♪』 DJ-CD vol.2〜（2008年）[75]

### CM
- TV東京系 CM「告白“決めてよ!”」PV 顔出し出演（Pritsとして）
- 週刊少年マガジン 魔法先生ネギま!（2006年11月 - 12月度）
- 魔法先生ネギま! 麻帆良学園 大麻帆良祭 CM （顔出し出演、綾瀬夕映役として）

### パチンコ・パチスロ
- スーパーリアル麻雀（2009年、麻比奈百合奈）
- CR魔法先生ネギま!（2017年、綾瀬夕映[76]）

### その他
- Sister princess Valentine Party
- シスター・プリンセス20周年VTuberプロジェクト（ VTuber可憐）
- NHK教育TV「新日曜美術館」（PRITSとして、顔出しのみで出演）
- 東京臨海新交通臨海線（ゆりかもめ） 新豊洲駅 構内案内ナレーション担当
- 水樹奈々『Song Communication』バックグラウンドボーカル（21stシングル『PHANTOM MINDS』収録）
- ときドキ時計（アリシア・セントレア〈姫〉）
- 幻想郷御伽草子 〜Witches gathering〜（アリス・マーガトロイド）